# Estatua de pie de Nefertiti
La estatua de pie de Nefertiti es una escultura de caliza de la reina Nefertiti, que data del año 1350 a. C. Se encuentra en el Museo Egipcio de Berlín. La representación de la reina es típica del inicio de la época amarniana. Lleva sandalias y una túnica transparente. La figura fue encontrada en varios trozos en 1920 durante una excavación de la Sociedad Oriental alemana en los restos del taller del escultor real Thutmose. Como gran esposa real, Nefertiti tuvo una destacada función en la historia del Antiguo Egipto. Por esta razón numerosas representaciones se han conservado, aunque las estatuas completas son raras.

## Historia
La estatua fue descubierta en 1920 durante una excavación de la Sociedad Oriental alemana en la casa P47.2, el taller de Thutmose. Fue adquirida por James Simon, que la entregó al Museo egipcio. La figura estaba rota en varios pedazos, y permanece incompleta hasta hoy. El brazo derecho inferior completo y partes del brazo izquierdo superior, los dedos de los pies, y los pezones faltan. Marcas dibujadas en la estatua indican que está inacabada. Se cree que se habría hecho más trabajo en el rostro para hacerlo más realista.

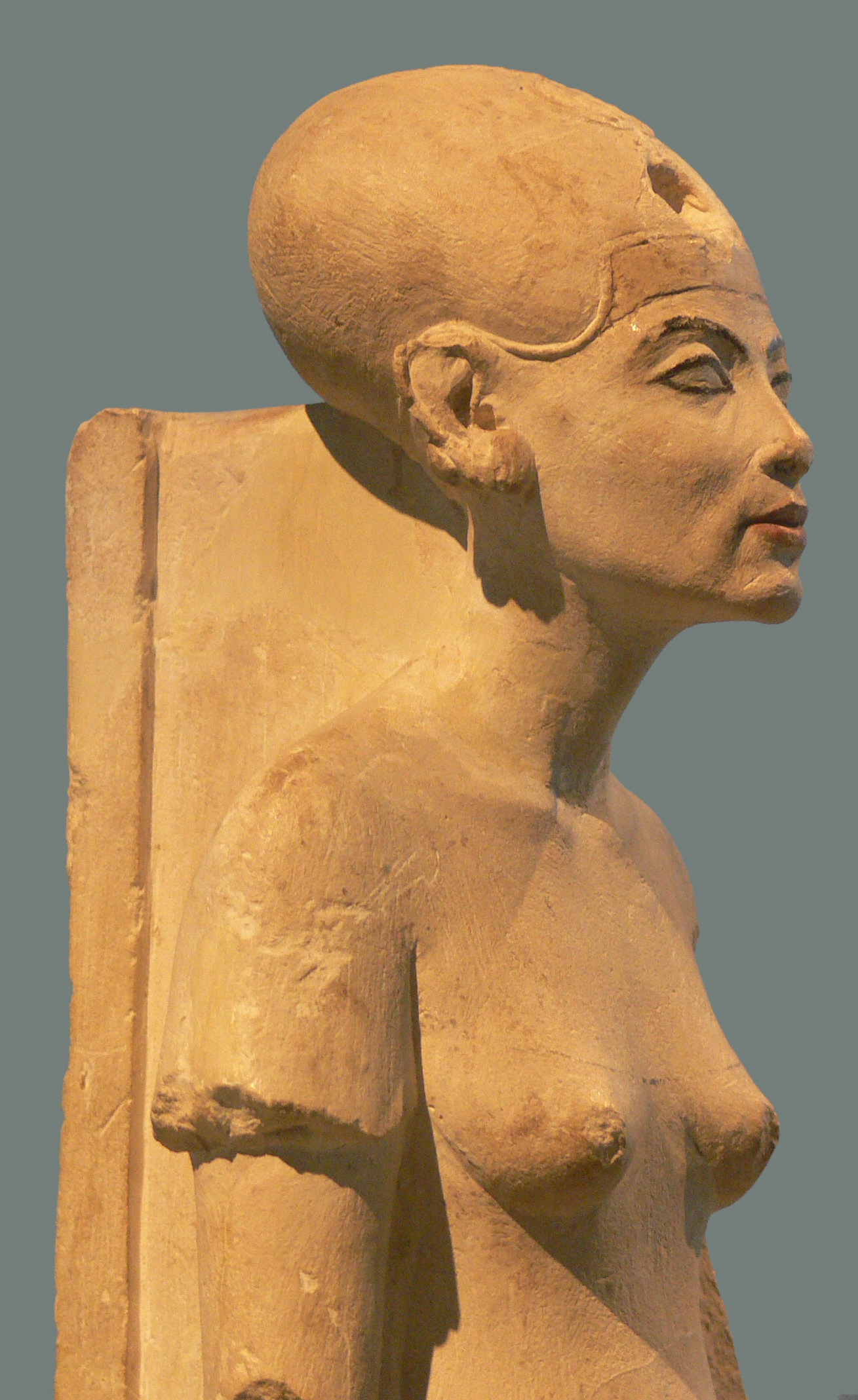
Vista lateral de la cabeza.

Nefertiti es representada con la pierna izquierda ligeramente adelantada. La parte posterior de la escultura está unida a un pilar de los pies a la cabeza. Luce sandalias y una túnica ceñida larga y transparente, que solo puede ser reconocida por las mangas cortas en los brazos. Es una representación típica del arte del periodo de Amarna. La reina aparece a propósito como una mujer adulta que ha tenido varios hijos para crear un retrato más realista de la soberana, en lugar de seguir los ideales de belleza tradicionales en el arte egipcio. Como resultado, la cara, abdomen y pechos muestran la edad, una novedad en el arte egipcio.
La cabeza de la reina está cubierta por un casquete ajustado. Debajo una diadema ciñe la frente y todavía conserva el color amarillo que representa el oro, lo mismo que los pendientes grandes de botón. La boca es roja, y el contorno de los ojos y las cejas son negros. En el cuello y por encima del pecho hay restos de otras líneas negras indicando donde se tallaría un futuro collar ancho. En el casquete, un agujero profundo es visible en el frente, donde se encajaría el ureo real.